# 時-方法-地
在语言类型学中，時-方法-地是一般状语的顺序。例如，应以"昨天"（时间）、"车"（方法）、"到店铺"（地方）的顺序排列。日语、荷兰语和德语都属于这个类别。
以德语为例：
| Ich fahre heute mit dem Auto nach München. 如果跟着词语顺序翻译：                            |
| 我驾驶今天通過车到慕尼黑。 如果根据中文语法翻译： 我今天驾车到慕尼黑（漢語中「車」乃賓語）。 |

时间短语 ("今天"）排第一，方式短语（"车"）排第二，地方短语（"慕尼黑"）排第三。
一种记忆术利用首字母缩写记住本顺序：ZAP：（时间），（方式），（地方）。
英语和法语则只有当在时间之前提到动词才会使用这一秩序。这通常在时间、方式和地点都有被提及的情况下出现。